# École nationale supérieure d'architecture de Paris-Malaquais
L’école nationale supérieure d’architecture Paris-Malaquais est l’une des vingt écoles nationales d’architecture françaises. Établissement-composante de l'Université PSL, elle est implantée dans le 6e arrondissement de Paris, sur le site également occupé par l’école nationale supérieure des beaux-arts - PSL, lieu historique de l'enseignement de l'architecture avant 1968.

## Historique
L'École nationale supérieure d'architecture Paris-Malaquais est créée par décret du ministère de la Culture, le 9 janvier 2001. Les anciens fonds de l'école de Paris-La Défense y sont transférés et le personnel titulaire enseignant, administratif et technique est redistribué entre l'École nationale supérieure d'architecture de Paris-Val de Seine et l'École nationale supérieure d'architecture Paris-Malaquais, mettant ainsi fin à l'existence de l'école d'architecture de Paris-La Défense (ex UP-5).
L'école quitte Paris-Est Sup et devient partenaire de l'université Paris sciences et lettres en 2020. Elle intègre ensuite PSL en en devenant un établissement-composante en janvier 2025.

## Présentation
L'école est actuellement implantée dans des locaux sur le site de l'École nationale supérieure des beaux-arts, au 14 rue Bonaparte à Paris. Elle utilise également des locaux au 1, rue Jacques-Callot qui étaient d'anciens ateliers construits pour l'école des Beaux Arts en 1931 par l'architecte Roger-Henri Expert. En avril 2022, Jean-Baptiste de Froment est nommé directeur de l'établissement, succédant à Luc Liogier (en poste depuis 2017, ce dernier avait lui-même succédé à Nasrine Seraji). 

## La recherche
Un conseil scientifique contribue au développement du potentiel de recherche de l’école, La recherche est conduite principalement dans trois laboratoires :
le laboratoire Architecture, Culture, Société (XIXe – XXIe siècles) (ACS), fondé en 1991 par Monique Eleb et Jean-Louis Cohen, intégré à l'école depuis l'an 2000 et associé au CNRS depuis 1997. Il aborde l'habitation selon diverses perspectives : l’objet architectural, les pratiques et cultures de production (maîtrises d’œuvre et maîtrises d’ouvrage), les minorités, les féminismes, les représentations et médiatisations.
Le laboratoire Infrastructure, Architecture, Territoire (LIAT) : ses axes de recherche sont : l'analyse critique des théories et des doctrines qui ont constitué, des dernières décennies à aujourd’hui, le fonds conceptuel de la pensée architecturale, les effets urbains et paysagers des infrastructures, la fonction symbolique des infrastructures, vues comme dispositifs culturels.
Le Laboratoire Géométrie, Structure et Architecture (GSA) : depuis 2013,c'est un  laboratoire multisite, réunissant des chercheurs de plusieurs écoles d’architecture françaises, avec la vocation d’une visibilité internationale sur ses thèmes de recherche qui sont l'histoire de la construction ; la genèse des formes à partir des propriétés des matériaux et des assemblages et du rapport de la construction avec son environnement physique, spatial et chronologique ; la recherche de solutions pour diminuer l’empreinte écologique des constructions.

## Personnalités enseignantes
- Stéphanie Dadour, au sein du laboratoire ACS s'intéresse aux liens entre féminismes et architecture